# Akcelerator liniowy z falą bieżącą

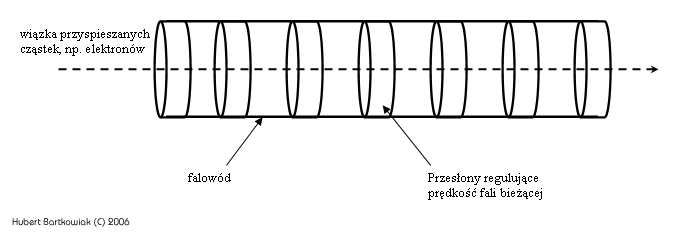
Schematyczny przekrój przez kanał akceleratora liniowego z falą bieżącą.

Akcelerator liniowy z falą bieżącą – akcelerator cząstek, w którym cząstki przyspieszane są za pomocą bieżącej fali elektromagnetycznej. Falę taką uzyskuje się w falowodzie zakończonym oporem falowym (pochłaniającym falę bez odbicia). Wektor elektryczny fali bieżącej porusza się wzdłuż osi akceleratora. Gdy cząstka porusza się synchronicznie z prędkością taką samą jak prędkość fazowa rozchodzącej się fali, to podlega ona działaniu stałego przyspieszenia.
Ściany falowodu zawierają system przesłon regulujących prędkość fazową fali bieżącej - bez nich prędkość fali byłaby zawsze większa od prędkości cząstki.
Ważną cechą takiego akceleratora jest teoretyczny brak górnego ograniczenia energii przyspieszanych cząstek.

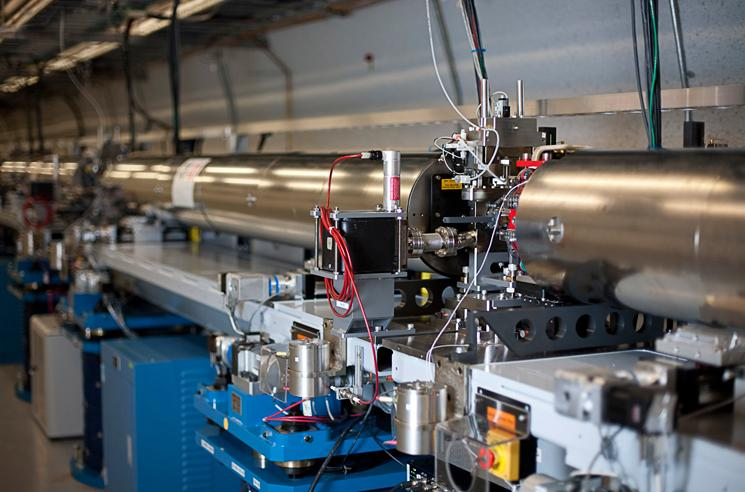
Fragment podziemnego tunelu w którym biegnie falowód akceleratora SLAC.

Przykładem takiego akceleratora jest słynny Stanford Linear Accelerator Center, przyspieszający elektrony do energii 50GeV. Ma on długość 2  mil (ponad 3 km) i składa się z ponad 80 000 miedzianych cylindrów oraz płytek.